# كيكي
كيسياني ليما دوس سانتوس (من مواليد 15 سبتمبر 1995) والمعروفة باسم كيكي، هي لاعبة كرة قدم برازيلية محترفة تلعب كحارسة مرمى في الدوري السعودي للسيدات نادي إيسترن فليمز.

## وقت مبكر من الحياة
ولدت كيكي في ريو دي جانيرو. منذ صغرها، أظهرت اهتمامًا كبيرًا بكرة القدم، حيث شاهدت المباريات الاحترافية والهواة. لعبت في البداية كلاعبة خط وسط لكنها تحولت إلى حارسة مرمى بسبب نقص اللاعبين المتاحين. أدرك مدربيها استعدادها للغوص للحصول على الكرة، وعلى الرغم من قصر قامتها، فقد أظهرت قدرة جيدة على القفز، ويرجع ذلك جزئيًا إلى خلفيتها في الكابويرا.

## المسيرة الكروية
لعبت كيكي مع فريق فاسكو حتى عام 2016. حيث انضمت إلى نادي فلامنجو في بداية العام.
في يناير 2019، انتقلت إلى جريميو.
في عام 2022، انضمت إلى نادي ريال برازيليا في الدوري البرازيلي A2.
في 25 سبتمبر 2024، أعلن نادي شعلة الشرقية عن التعاقد مع كيكي بعقد مدته عام واحد، ساري المفعول حتى نهاية موسم 2024-25.

## الأوسمة
فلامنجو
- الدوري البرازيلي A1 :2016
- بطولة كاريوكا لكرة القدم النسائية: 2017

بالميراس
- كأس باوليستا لكرة القدم للسيدات: 2019 [7]

ريال برازيليا
- البطولة البرازيلية لكرة القدم للسيدات: 2022، 2023

## روابط خارجية
- كيكي على الأرشيف الرياضي العالمي

- Keikei at FBref.com
- Keikei at Sofascore
- Keikei at OGOL
- Keikei at Soccerdonna